# Lypha edwardsi
Lypha edwardsi là một loài ruồi trong họ Tachinidae.